# Divize E 2004/2005
V soubojích 14. ročníku Moravskoslezské divize E 2004/05 (jedna ze skupin 4. fotbalové ligy) se utkalo 16 týmů dvoukolovým systémem podzim – jaro. Tento ročník odstartoval v sobotu 14. srpna 2004 úvodními čtyřmi zápasy 1. kola a skončil v neděli 19. června 2005 zbývajícími čtyřmi zápasy 30. kola.

## Nové týmy v sezoně 2004/05
- Z MSFL 2003/04 sestoupilo do Divize E mužstvo FK Frýdek-Místek.
- Z Přeboru Moravskoslezského kraje 2003/04 postoupilo vítězné mužstvo Fotbal Jakubčovice a MFK Karviná (4. místo).[2]
- Z Přeboru Zlínského kraje 2003/04 postoupilo vítězné mužstvo FC Velké Karlovice + Karolinka.[3]
- Z Přeboru Olomouckého kraje 2003/04 postoupilo vítězné mužstvo FC Trul Mikulovice.[4]

## Konečná tabulka
Zdroj: 
| Poř. | Tým                                | Z  | V  | R  | P  | VG | OG | B  |
| ---- | ---------------------------------- | -- | -- | -- | -- | -- | -- | -- |
| 1.   | Fotbal Jakubčovice (N)             | 30 | 20 | 7  | 3  | 77 | 23 | 67 |
| 2.   | SK Kravaře                         | 30 | 16 | 7  | 7  | 80 | 26 | 55 |
| 3.   | SK Sulko Zábřeh                    | 30 | 15 | 6  | 9  | 49 | 31 | 51 |
| 4.   | SFC Opava „B“                      | 30 | 15 | 6  | 9  | 60 | 43 | 51 |
| 5.   | MFK Karviná (N)                    | 30 | 15 | 5  | 10 | 59 | 51 | 50 |
| 6.   | FK Slavia Orlová-Lutyně            | 30 | 12 | 8  | 10 | 42 | 29 | 44 |
| 7.   | FC Velké Karlovice + Karolinka (N) | 30 | 13 | 5  | 12 | 45 | 51 | 44 |
| 8.   | FC IRP Český Těšín                 | 30 | 12 | 5  | 13 | 38 | 40 | 41 |
| 9.   | FK Frýdek-Místek (S)               | 30 | 11 | 5  | 14 | 43 | 56 | 38 |
| 10.  | FK Avízo Město Albrechtice         | 30 | 9  | 9  | 12 | 41 | 48 | 36 |
| 11.  | SK Královské Nové Sady             | 30 | 9  | 8  | 13 | 39 | 57 | 35 |
| 12.  | SK Dětmarovice                     | 30 | 8  | 10 | 12 | 34 | 49 | 34 |
| 13.  | TJ Sokol Lázně Velké Losiny        | 30 | 9  | 6  | 15 | 45 | 61 | 33 |
| 14.  | FK Baník Albrechtice               | 30 | 8  | 7  | 15 | 34 | 39 | 31 |
| 15.  | FC Trul Mikulovice (N)             | 30 | 9  | 4  | 17 | 36 | 57 | 31 |
| 16.  | 1. VFC Rožnov pod Radhoštěm        | 30 | 7  | 6  | 17 | 43 | 68 | 27 |

Poznámky:
- Z = Odehrané zápasy; V = Vítězství; R = Remízy; P = Prohry; VG = Vstřelené góly; OG = Obdržené góly; B = Body; (S) = Mužstvo sestoupivší z vyšší soutěže; (N) = Mužstvo postoupivší z nižší soutěže (nováček)
- O pořadí na 3. a 4. místě rozhodl lepší rozdíl celkového skóre Zábřehu, bilance vzájemných zápasů byla vyrovnaná: Zábřeh – Opava B 1:0, Opava B – Zábřeh 2:1.[1]
- O pořadí na 6. a 7. místě rozhodla bilance vzájemných zápasů: Orlová – VKK 2:0, VKK – Orlová 1:0.[1]
- O pořadí na 14. a 15. místě rozhodl lepší rozdíl celkového skóre B. Albrechtice, bilance vzájemných zápasů byla vyrovnaná: B. Albrechtice – Mikulovice 2:1, Mikulovice – B. Albrechtice 1:0.[1]

|  | Postup MSFL 2005/06                         |
|  | B-mužstvo Opavy dočasně přerušilo činnost   |
|  | Sestup do Přeboru Zlínského kraje 2005/06   |
|  | Sestup do Přeboru Olomouckého kraje 2005/06 |